# Presta-ventil
En Presta-ventil (synonymer: racerventil, Sclaverand-ventil, Renn-ventil, fransk ventil) er en ventiltype, som manuelt skal gøres klar før man kan pumpe luft igennem. Der er flere fordele ved denne ventiltype; den holder længere end de almindelige cykelventiler bl.a. fordi gummiet i Presta-ventilen belastes mindre og er af bedre kvalitet. Den er lettere at pumpe og den har et mindre pumpetab end den almindelige ventil.
Ulempen ved denne type ventil er at enden af skruen kan knække af og dermed skal man have en ny slange. Dog er der nogle slanger hvor man kan skifte ventilen.